# مل وان خرمدن
 مل وان خرمدن (انگلیسی: Melle van Gemerden؛ زادهٔ ۹ مهٔ ۱۹۷۹) یک تنیس‌باز اهل هلند است.